# Tveitsund
Tveitsund (Treungen) is een plaats in de Noorse gemeente Nissedal, provincie Telemark. Tveitsund telt 345 inwoners (2007) en heeft een oppervlakte van 0,57 km². Het dorp ligt aan riksvei 41. In het verleden was Treungen het eindpunt van de spoorlijn Treungenbanen die naar Arendal liep. Het traject tot Nelaug is inmiddels opgebroken. Het gemeentebestuur van Nissedal zetelt in het dorp.